# Lachnopterus argenteomaculatus
Lachnopterus argenteomaculatus är en skalbaggsart som beskrevs av Hayashi 1982. Lachnopterus argenteomaculatus ingår i släktet Lachnopterus och familjen långhorningar.
Artens utbredningsområde är Filippinerna. Inga underarter finns listade i Catalogue of Life.